# Orto botanico di Brera
L'Orto Botanico di Brera, chiamato anche Hortus Botanicus Braidensis, si trova al centro di Milano nel Palazzo di Brera. L'orto botanico, che nei suoi 5000 metri quadrati conserva circa 300 specie diverse, è stato voluto dall'imperatrice Maria Teresa d'Austria nel 1774, insieme all'osservatorio astronomico.
Dopo un periodo di abbandono, è stato recuperato e restaurato grazie all'Università degli Studi di Milano, nel 1998 è stato aperto al pubblico e nel 2013 è stata aperta una nuova cancellata d'ingresso progettata da Ruggero Moncada di Paternò Dal 2005 fa parte del Museo Astronomico-Orto Botanico di Brera, struttura della Statale e Museo riconosciuto dalla Regione Lombardia.
Oltre alle specie botaniche si possono ammirare le architetture del passato, come la serra attribuita al Giuseppe Piermarini, la vasca settecentesca in cui crescono iris e ninfee, ed un arboreto riqualificato nel 2018.

## Le collezioni
Attraversando l'orto botanico si incontrano le aiole, restaurate secondo il loro aspetto originario:
- l'aiola delle piante officinali
- le aiole del genere Salvia
- l'orto degli ortaggi
- la collezione di bulbi primaverili
- la collezione di Peonia spp. e Aquilegia spp.

Tra gli esemplari di alberi presenti nell'orto botanico ricordiamo: Acer pseudoplatanus, Magnolia grandiflora, Celtis australis, Platanus hybrida, Juglans nigra, Tilia tomentosa, Ailanthus vilmoriniana, Diospyros kaki, Ilex cornuta, Pterocarya fraxinifolia,  Firmiana platanifolia, Ginkgo biloba.

### La collezione di bulbi
L'orto botanico di Brera ha collaborato con il Centro internazionale dei bulbi da fiore di Hillegom in uno studio sulla funzione estetica delle piante erbacee nell'abbellimento delle aiuole dedicate ai bulbi.

Tra le specie di bulbi sono presenti varie cultivar, tra i generi ricordiamo: Hyacinthus, Narcissus, Tulipa, Leucojum. Tra le specie, sono presenti: Allium ursinum, Leucojum aestivum, Muscari comosum, Muscari armeniacum, Tulipa clusiana, Scilla sibirica, Tulipa linifolia, Tulipa turkestanica.